# The Sims Mobile
The Sims Mobile è un videogioco di simulazione di vita basato sullo stile di The Sims 4 e di The Sims FreePlay per dispositivi Android e iOS. È stato annunciato il 9 maggio 2017 con un trailer ufficiale di lancio. Offre delle caratteristiche multiplayer e include elementi di progresso della storia.
Il gioco è stato lanciato in una versione soft in Brasile il 9 maggio 2017, in Spagna il 18 agosto 2017 e in Irlanda e Australia il 21 novembre sempre dello stesso anno. In tutto il mondo è stato pubblicato nella sua versione ufficiale il 6 marzo 2018, con aggiornamenti mensili gratuiti. Lo stesso giorno dell'uscita mondiale è stato pubblicato sul canale YouTube ufficiale di The Sims il trailer di lancio. Ha avuto un successo tale che nelle sole prime 2 settimane dall'uscita mondiale ha raggiunto i 10.000.000 di download totali e 350.000 in Italia.
A maggio 2019 la produzione del gioco è passata dalla Maxis alla Firemonkeys Studios.